# Natalie Pawlik

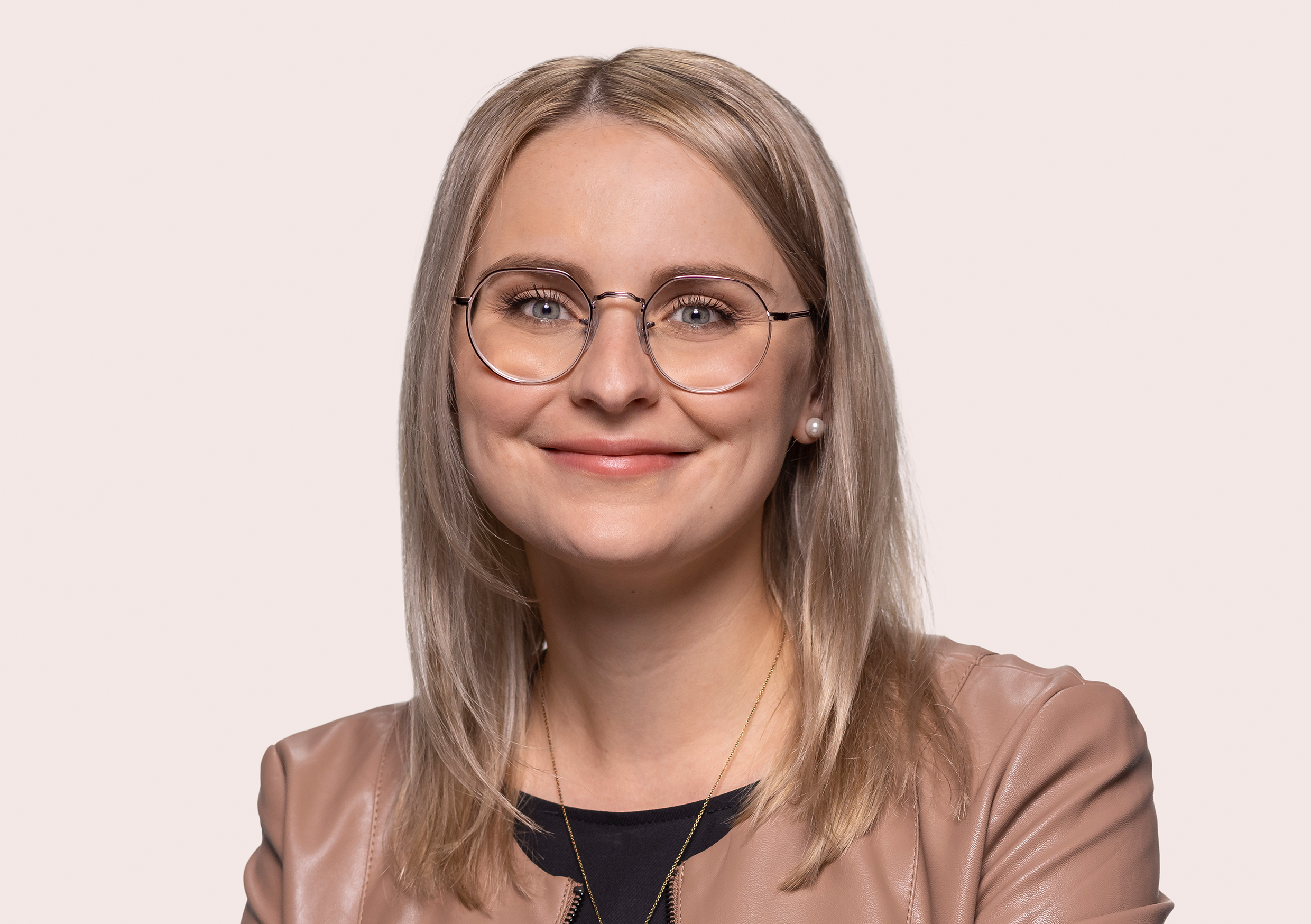
Natalie Pawlik (2021)

Natalie Pawlik (* 26. August 1992 in Wostok, Tjumen, Russland) ist eine deutsche Politikerin (SPD). Sie ist seit 2021 Mitglied des Deutschen Bundestages und seit 2025 Beauftragte der Bundesregierung für Migration, Flüchtlinge und Integration sowie Staatsministerin bei der Bundesministerin für Arbeit und Soziales. Davor war sie von 2022 bis 2025 die Beauftragte der Bundesregierung für Aussiedlerfragen und nationale Minderheiten.

## Leben
Pawlik kam in der kleinen Siedlung Wostok im Rajon Abatskoje im Oblast Tjumen in Russland zur Welt. Mit sechs Jahren immigrierte sie mit ihrer Familie als russlanddeutsche Spätaussiedlerin nach Deutschland. Nach einer kurzen Zeit im Erstaufnahmelager Friedland zog die Familie nach Bad Nauheim im hessischen Wetteraukreis, wo sie aufwuchs. Ihre Schulzeit begann an der Grundschule an der Wilhelmskirche. Nach ihrem Realschulabschluss machte sie ihr Fachabitur in Fachrichtung Gestaltung an der Johann-Philipp-Reis-Schule in Friedberg. Es folgte ein Bachelor-Studium der Geschichts- und Kulturwissenschaften und ein Master-Studium in Gesellschaft und Kulturen der Moderne an der Justus-Liebig-Universität in Gießen.
Für die Wetterau war sie als Kreisschulsprecherin in der Landesschülervertretung aktiv und fand dort ihre politische Heimat bei der SPD. An der Universität saß sie im Studierendenparlament und war Referentin für Hochschulpolitik im Allgemeinen Studierendenausschuss. Sie betont, dass viele durch die Sozialdemokratie errungene Reformen, wie die Öffnung der Bildungssysteme, BAföG und die Abschaffung der Studiengebühren in Hessen, ihren persönlichen Lebensweg mit ermöglicht haben. Neben ihrem Studium begann Pawlik im Abgeordnetenbüro des MdEP Udo Bullmann zu arbeiten. Seit 2020 leitete sie das Wahlkreisbüro von Bullmann in Frankfurt am Main.

## Politik
Seit den Kommunalwahlen 2011 in Hessen ist Pawlik Stadtverordnete in Bad Nauheim. Bei den Kommunalwahlen 2016 in Hessen wurde sie in den Wetterauer Kreistag gewählt. Dort arbeitete sie in den Bereichen Jugend, Soziales, Familie und Gesundheit und setzte sich für Gleichstellung und bei der Jugendhilfekommission ein.
Pawlik kandidierte im Wahlkreis Wetterau I bei der Bundestagswahl 2021. Sie gewann den Wahlkreis mit 29,7 % und wurde als Direktkandidatin gewählte Abgeordnete des 20. Deutschen Bundestages. Am 14. April 2022 wurde sie als Nachfolgerin von Bernd Fabritius zur Beauftragten der Bundesregierung für Aussiedlerfragen und nationale Minderheiten ernannt. Bei der Bundestagswahl 2025 verlor sie ihr Direktmandat.
Im Zuge der Bildung des Kabinetts Merz wurde sie am 6. Mai 2025 zur Beauftragten für Migration, Flüchtlinge und Integration, zur Beauftragten der Bundesregierung für Antirassismus und zur Staatsministerin bei der Bundesministerin für Arbeit und Soziales, Bärbel Bas (SPD), ernannt.
Pawlik ist Mitglied der Parlamentariergruppe der überparteilichen Europa-Union Deutschland, die sich für ein föderales Europa und den europäischen Einigungsprozess einsetzt.